# Перес, Карина
Карина Перес — мексиканская легкоатлетка, которая специализируется в марафоне.
Первым международным стартом стал чемпионат мира по кроссу 2001 года, где она в забеге юниорок финишировала на 92-м месте. Выступать на международных соревнованиях в марафоне начала в 2006 году. Заняла 4-е место на Белградском марафоне 2007 года — 2:40.36. На олимпийских играх 2008 года заняла 61-е место с результатом 2:47.02. Победительница марафона в Мехико 2010 года — 2:39.42.
На Олимпиаде 2012 года в Лондоне заняла 50-е место — 2:33.30.
Личный рекорд в марафоне — 2:31.30.